# Miete (Haufwerk)

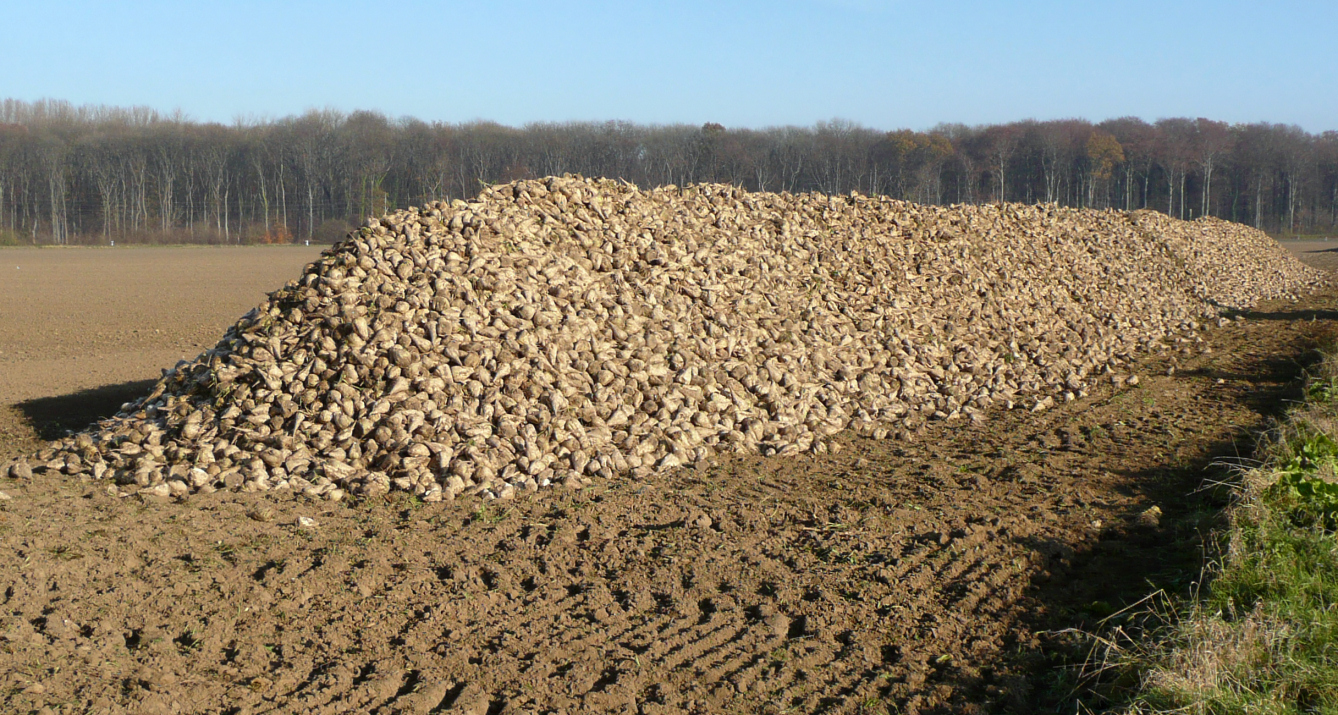
Eine Zuckerrübenmiete, unabgedeckt

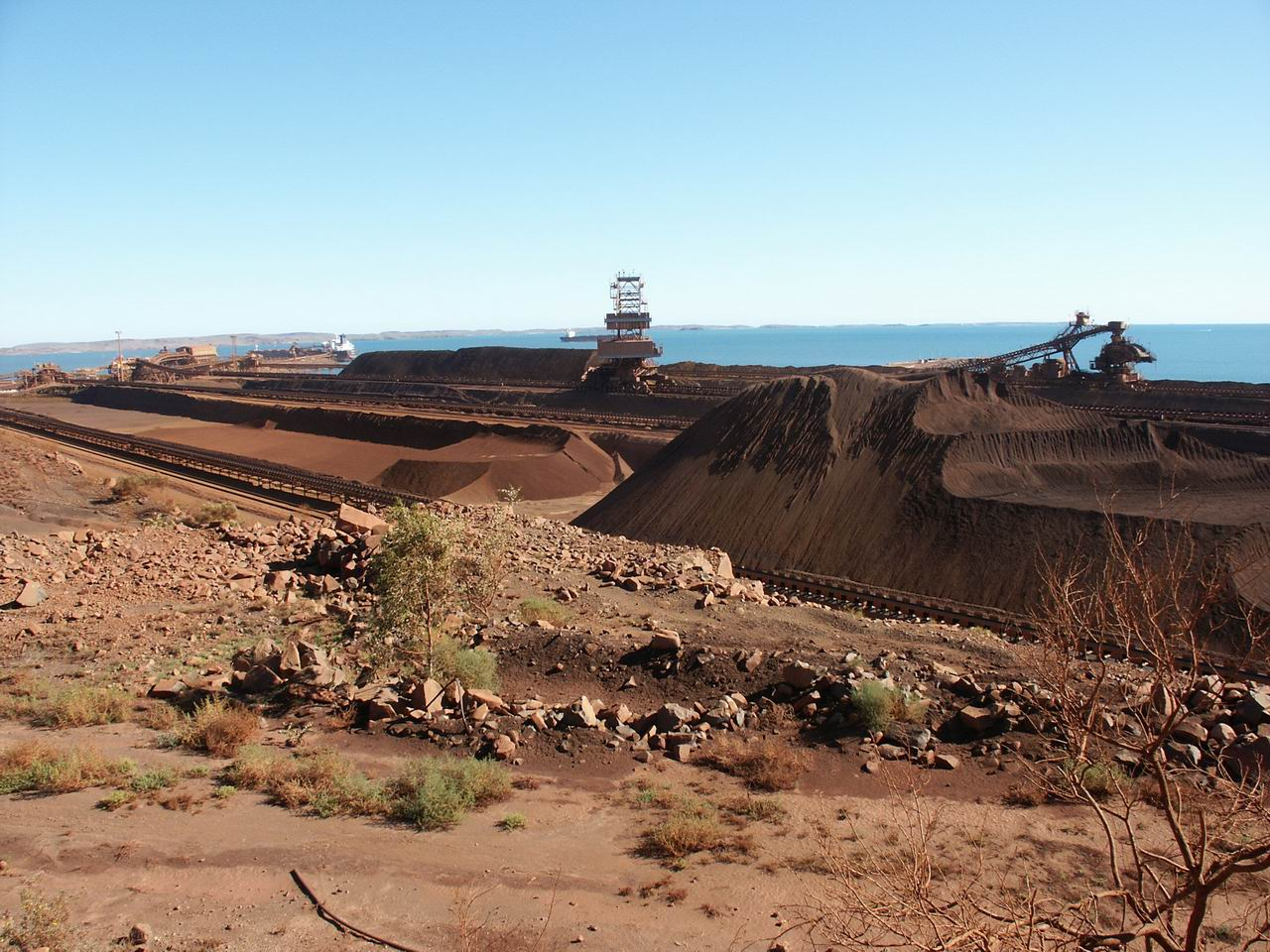
Große Eisenerzmieten in Dampier, West-Australien

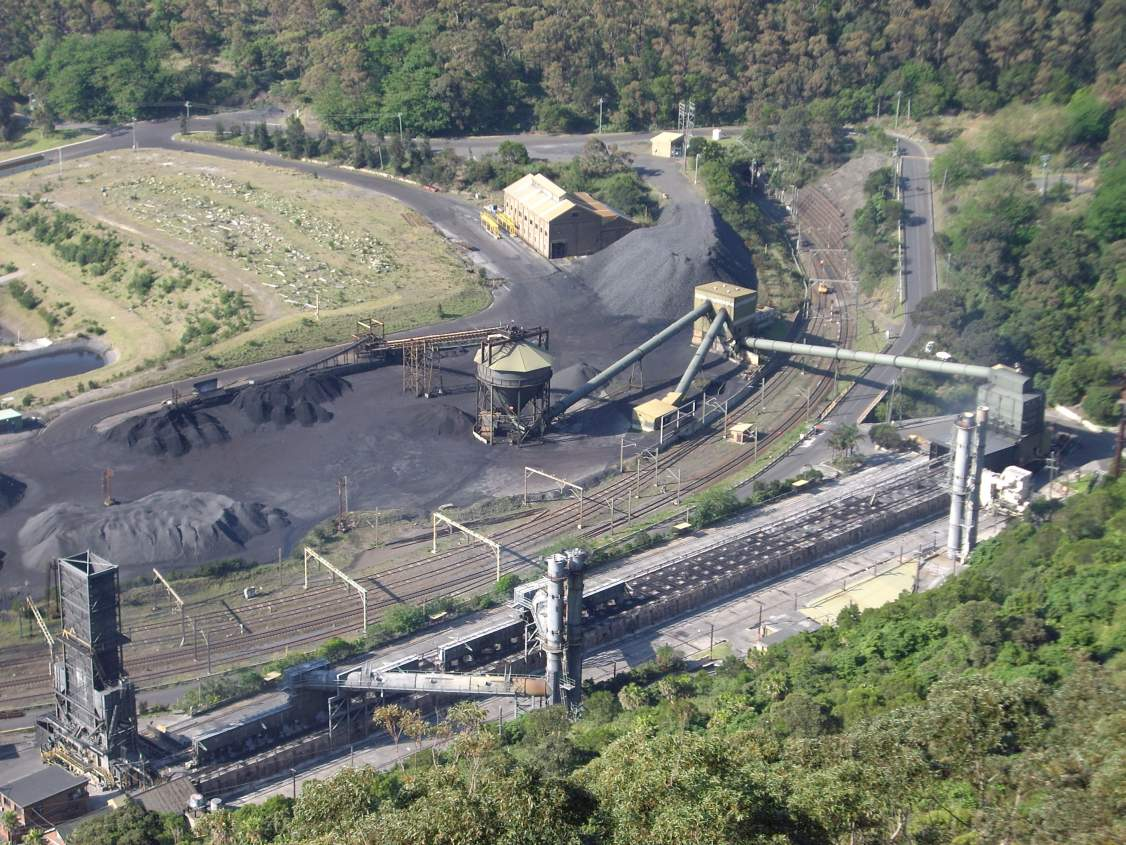
Unregelmäßige Haufwerke aus Kohle, Illawara Coke Company, New South Wales, Australien

Eine Miete (von lateinisch mēta ‚Kegel‘; regional Reib) bezeichnet eine bestimmte Lagerform von Schüttgütern.

## Eigenschaften
Mieten lassen sich kontrolliert aufschütten und bilden mehr oder weniger stabile Haufwerke (Haufen). Über die gleichmäßige geometrische Form lässt sich das Volumen sowie bei bekannter Dichte auch das Gewicht der Miete leicht abschätzen.

## Anwendungsbereiche
Die sichtbarste Form sind die langen Rübenmieten, die im Herbst entlang von Wegen auf Feldern aufgehäuft werden. Siehe #Landwirtschaft
Auch Wurzelgemüse, Kohl und Äpfel werden in Mieten gelagert. Siehe #Gartenbau
Im Bergwerks- und Hüttenwesen werden große Mengen von Erz oder Kohle häufig in Form von Mieten gelagert; eine ähnliche Lagerungsform in größerem Umfang ist die Halde.
In der Abfallwirtschaft werden Kompostabfälle zu Mieten aufgeschüttet, um eine optimale Kompostierung zu gewährleisten.
Im Erdbau wird der abgetragene Oberboden in Mieten gelagert. Die Höhe bzw. die Breite der Mieten ist begrenzt, sodass der Oberboden nicht zu stark verdichtet wird und die darin enthaltenen Bodenlebewesen nicht verenden. Im Bayerisch-Schwäbischen Raum wird diese Form der Oberbodenlagerung auch als Schlaue (von slouwe für Spur, Fährte, später Verwendung für dicke Heureihen vor dem Aufladen) bezeichnet.

## Gartenbau
Im Gartenbau werden Mieten zur Winterlagerung von Obst und Gemüse, beispielsweise von Wurzelgemüse wie Möhren, Kartoffeln, Kohlköpfen, aber auch Äpfeln verwendet. Häufig sind dies doppelwandige Holzkisten, in denen die Früchte zusammen mit Sand, Torf oder Stroh vor Licht und Kälte geschützt gelagert werden. Die Früchte bleiben so über Monate hinweg haltbar. Voraussetzung ist, dass nur einwandfreie Exemplare (ohne Faulstellen) eingemietet werden: Eine angefaulte Frucht kann den gesamten eingemieteten Bestand verderben. In der Regel werden die Früchte nicht oder nur grob von anhaftender Erde gereinigt, da diese Erdkruste die Oberflächen unter anderem unempfindlicher gegen Schimmelpilze macht.

## Landwirtschaft
In der Landwirtschaft werden insbesondere Zuckerrüben bei der Ernte in langen Reihen am Ackerrand, den sogenannten Rübenmieten, aufgehäuft. Die Rüben werden oft mit Stroh, Planen oder seltener mit Erde abgedeckt, um sie vor Frost zu schützen. Werden die Rüben dann in der Zuckerfabrik benötigt, werden sie zur Weiterverarbeitung mit einem Rübenreinigungslader aufgenommen und anschließend mit Lkw oder Traktoren und Anhängern vom Feld gebracht.

### Diemen
Mieten für die Feldlagerung von Trockenfutter (Heu, Stroh oder Getreide) werden Diemen genannt. Unterirdisch angelegte Erdmieten nennt man Vorratsgrube.